# À contre-courant
"À contre-courant" (tiếng Anh: Against the Current) là đĩa đơn thứ bảy của Alizée phát hành vào tháng 10 năm 2003.  Đĩa đơn này cũng có các bài hát giống như các đĩa của phiên bản tiếng Anh trước đó là "J'ai pas vingt ans", "I'm Not Twenty". Các bản giới hạn đặc biệt cũng được bán ra với hai bài remix.

## Định dạng và danh sách track
Đĩa đơn tiếng Pháp
1. "A contre-courant"
2. "I'm Not Twenty"

Đĩa đơn CD Maxi tiếng Pháp
1. "A contre-courant" – 4:25
2. "A contre-courant (Azzibo Da Bass Remix)" – 7:15
3. "A contre-courant (Steve Helstrip Club Remix)" – 6:55
4. "A contre-courant (Azzibo Da Bass Dub)" – 6:05

## Xếp hạng
| Bảng xếp hạng (2003)       | Vị trí cao nhất |
| -------------------------- | --------------- |
| Bỉ (Ultratop 50 Flanders)  | 60              |
| Bỉ (Ultratop 50 Wallonia)  | 20              |
| Pháp (SNEP)                | 22              |
| Thuỵ Sĩ (Media Control AG) | 64              |